# Axel Andersen
Axel Sigurd Andersen (20. december 1891 i København – 15. maj 1931 smst) var en dansk gymnast som deltog i OL 1912 i Stockholm.
Andersen vandt en bronzemedalje i gymnastik under OL 1912 i Stockholm. Han var med på det danske hold som kom på en tredjeplads i holdkonkurrencen for hold i frit system. Norge vandt konkurrencen.